# Leichtathletik-Weltmeisterschaften 2017/Hochsprung der Männer

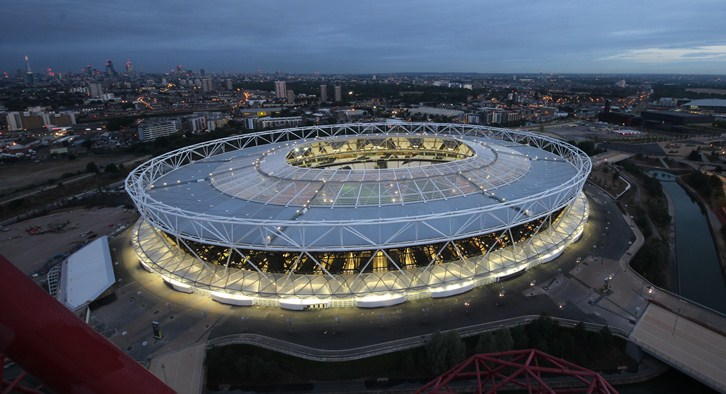
Das Olympiastadion London während der Weltmeisterschaften

Der Hochsprung der Männer wurde bei den Leichtathletik-Weltmeisterschaften 2017 wurde am 11. und 13. August 2017 im Olympiastadion der britischen Hauptstadt London ausgetragen.
Weltmeister wurde der Olympiazweite von 2016, Olympiadritte von 2012, Vizeweltmeister von 2013, Asienmeister von 2011 und Dritter der Asienmeisterschaften von 2015 Mutaz Essa Barshim aus Katar.

Auf den zweiten Platz kam der unter neutraler Flagge startende Russe Danil Lyssenko.

Der syrische Vizeasienmeister von 2011 und Asienmeisterschaftsdritte von 2017 Majd Eddin Ghazal gewann die Bronzemedaille.

## Bestehende Rekorde
| Weltrekord               | Javier Sotomayor  | 2,45 m | Salamanca, Spanien     | 27. Juli 1993   |
| Weltmeisterschaftsrekord | Bohdan Bondarenko | 2,41 m | WM in Moskau, Russland | 15. August 2013 |

Der bestehende WM-Rekord wurde bei diesen Weltmeisterschaften nicht eingestellt und nicht verbessert.

## Legende
Kurze Übersicht zur Bedeutung der Symbolik – so üblicherweise auch in sonstigen Veröffentlichungen verwendet:
| – | verzichtet                            |
| o | übersprungen                          |
| x | ungültig                              |
| r | Wettkampf nicht fortgesetzt (retired) |

## Qualifikation
11. August 2017, 11:15 Uhr Ortszeit (12:15 Uhr MESZ)
Die Athleten traten zu einer Qualifikationsrunde in zwei Gruppen an. Die für den direkten Einzug ins Finale geforderte Qualifikationshöhe betrug 2,31 m. Da nur sechs Athleten diese Höhe übersprangen, wurde das Finalfeld mit den nachfolgend besten Springern beider Gruppen auf zwölf Teilnehmer aufgefüllt. Schließlich reichten im ersten oder zweiten Sprung erzielte 2,29 m bei höchstens einem weiteren vorherigen Fehlversuch für die Finalteilnahme.

### Gruppe A

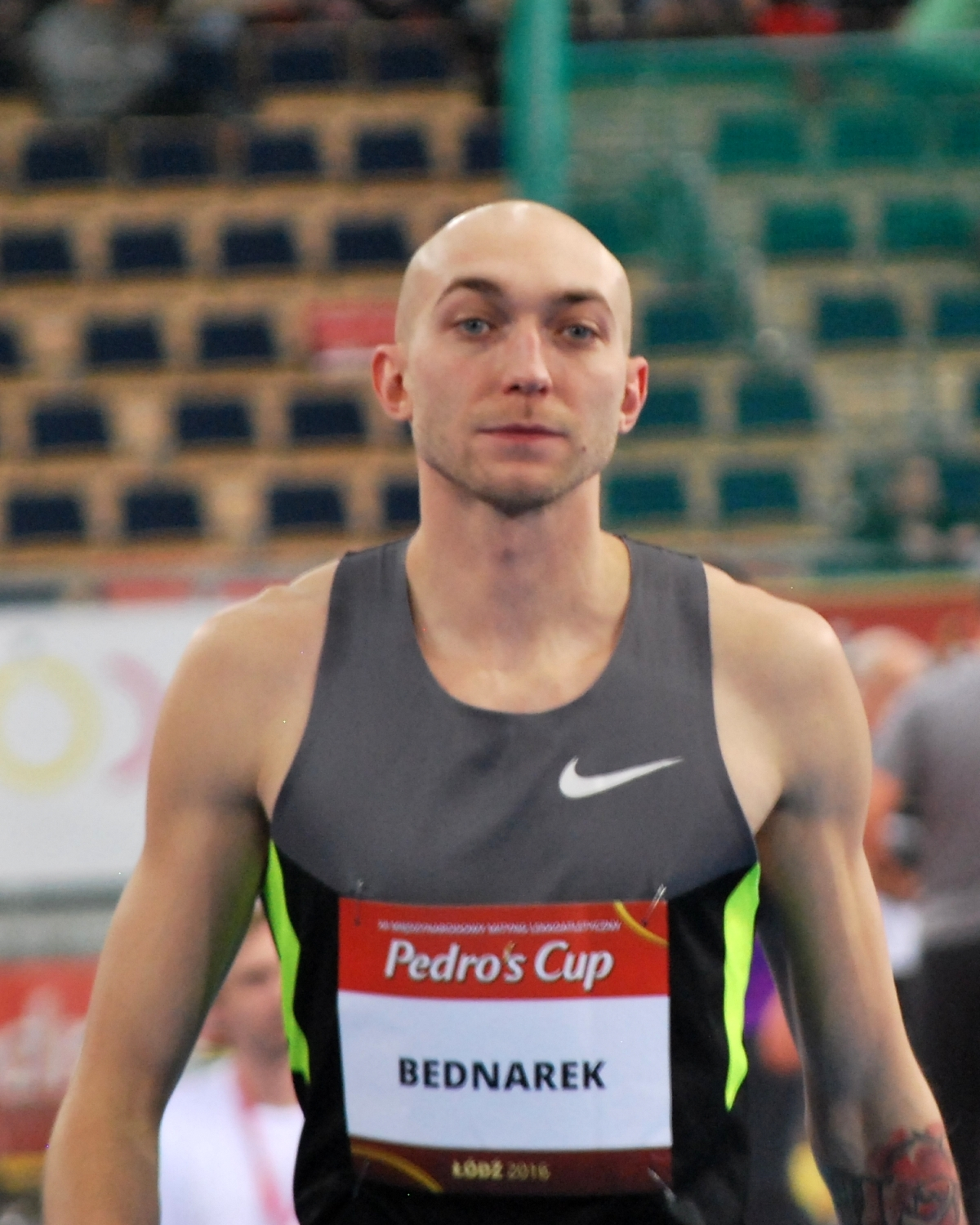
Sylwester Bednarek – ausgeschieden als Zwölfter mit 2,26 m
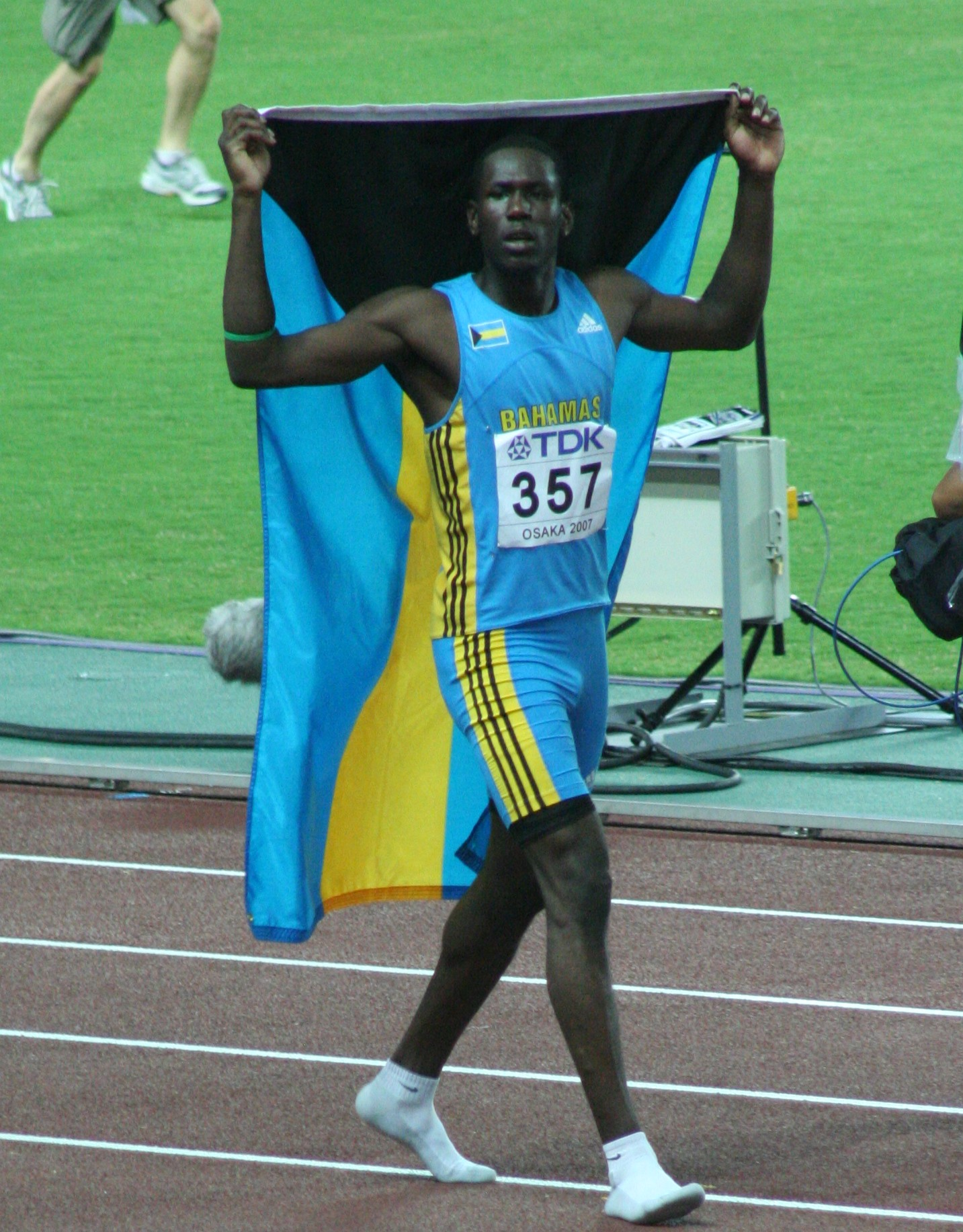
Donald Thomas – Weltmeister von 2007 – ausgeschieden als Vierzehnter mit 2,22 m

| Platz | Athlet                | Land                        | 2,17 | 2,22 | 2,26 | 2,29 | 2,31 | Höhe (m) |
| ----- | --------------------- | --------------------------- | ---- | ---- | ---- | ---- | ---- | -------- |
| 1     | Mutaz Essa Barshim    | Katar                       | –    | o    | o    | o    | o    | 2,31     |
| 2     | Bohdan Bondarenko     | Ukraine                     | –    | o    | –    | xo   | o    | 2,31     |
| 3     | Tichomir Iwanow       | Bulgarien                   | o    | o    | xo   | xo   | xo   | 2,31 PB  |
| 4     | Robert Grabarz        | Großbritannien              | –    | o    | o    | xo   | xxo  | 2,31 SB  |
| 5     | Ilja Iwanjuk          | Authorised Neutral Athletes | o    | o    | o    | o    | xxx  | 2,29     |
| 5     | Bryan McBride         | USA                         | o    | o    | o    | o    | xxx  | 2,29     |
| 7     | Eike Onnen            | Deutschland                 | xo   | xo   | o    | o    | xxx  | 2,29     |
| 7     | Edgar Rivera          | Mexiko                      | o    | o    | xxo  | o    | xxx  | 2,29     |
| 9     | Wang Yu               | Volksrepublik China         | o    | xo   | o    | xo   | xxx  | 2,29     |
| 10    | Talles Silva          | Brasilien                   | o    | o    | xxo  | xo   | xxx  | 2,29     |
| 11    | Ricky Robertson       | USA                         | o    | o    | xo   | xxo  | xxx  | 2,29     |
| 12    | Sylwester Bednarek    | Polen                       | o    | o    | xo   | xxx  |      | 2,26     |
| 12    | Nauraj Singh Randhawa | Malaysia                    | o    | o    | xo   | xxx  |      | 2,26     |
| 14    | Donald Thomas         | Bahamas                     | o    | xo   | xxx  |      |      | 2,22     |

### Gruppe B

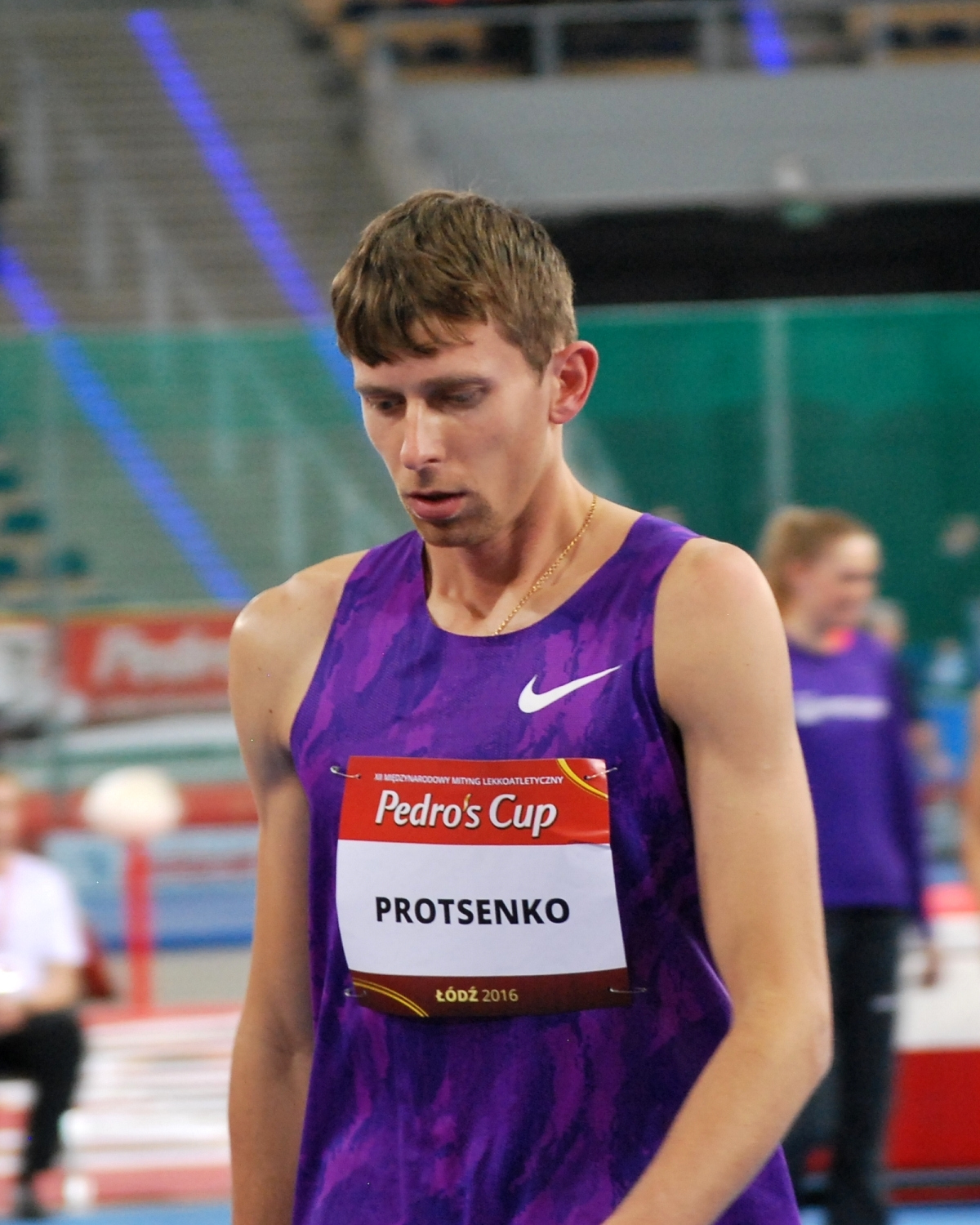
Andrij Prozenko – ausgeschieden auf geteiltem vierten Rang mit 2,29 m
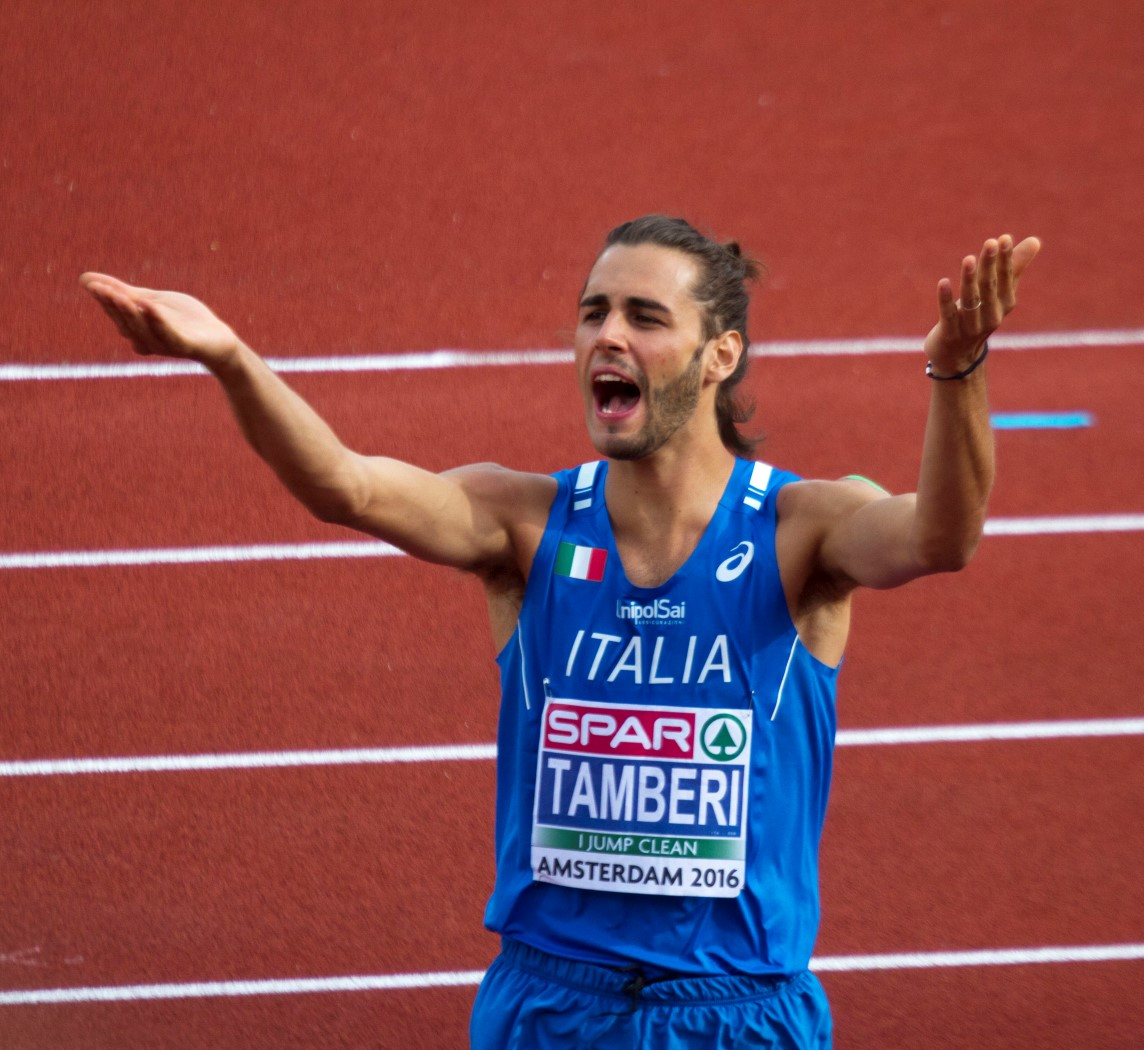
Gianmarco Tamberi – ausgeschieden auf geteiltem vierten Rang mit 2,29 m

| Platz | Athlet            | Land                        | 2,17 | 2,22 | 2,26 | 2,29 | 2,31 | Höhe (m) |
| ----- | ----------------- | --------------------------- | ---- | ---- | ---- | ---- | ---- | -------- |
| 1     | Danil Lyssenko    | Authorised Neutral Athletes | o    | o    | o    | o    | xo   | 2,31     |
| 2     | Mateusz Przybylko | Deutschland                 | o    | o    | xo   | xo   | xo   | 2,31     |
| 3     | Majd Eddin Ghazal | Syrien                      | o    | o    | o    | o    | xxx  | 2,29     |
| 4     | Andrij Prozenko   | Ukraine                     | xo   | o    | xo   | xo   | xxx  | 2,29     |
| 4     | Gianmarco Tamberi | Italien                     | o    | xo   | xo   | xo   | xxx  | 2,29 SB  |
| 6     | Fernando Ferreira | Brasilien                   | xo   | xo   | xo   | xxo  | xxx  | 2,29     |
| 7     | Michael Mason     | Kanada                      | o    | o    | o    | xxx  |      | 2,26     |
| 8     | Eure Yáñez        | Venezuela                   | xo   | xxo  | o    | xxx  |      | 2,26     |
| 9     | Takashi Etō       | Japan                       | o    | xo   | xxx  |      |      | 2,22     |
| 10    | Zhang Guowei      | Volksrepublik China         | xo   | xo   | xxx  |      |      | 2,22     |
| 11    | Woo Sang-hyeok    | Südkorea                    | xo   | xxo  | xxx  |      |      | 2,22     |
| 12    | Jeron Robinson    | USA                         | xo   | xxx  |      |      |      | 2,17     |
| NM    | Erik Kynard       | USA                         | x    |      |      |      |      | ogV      |

Weitere in Qualifikationsgruppe B ausgeschiedene Hochspringer:

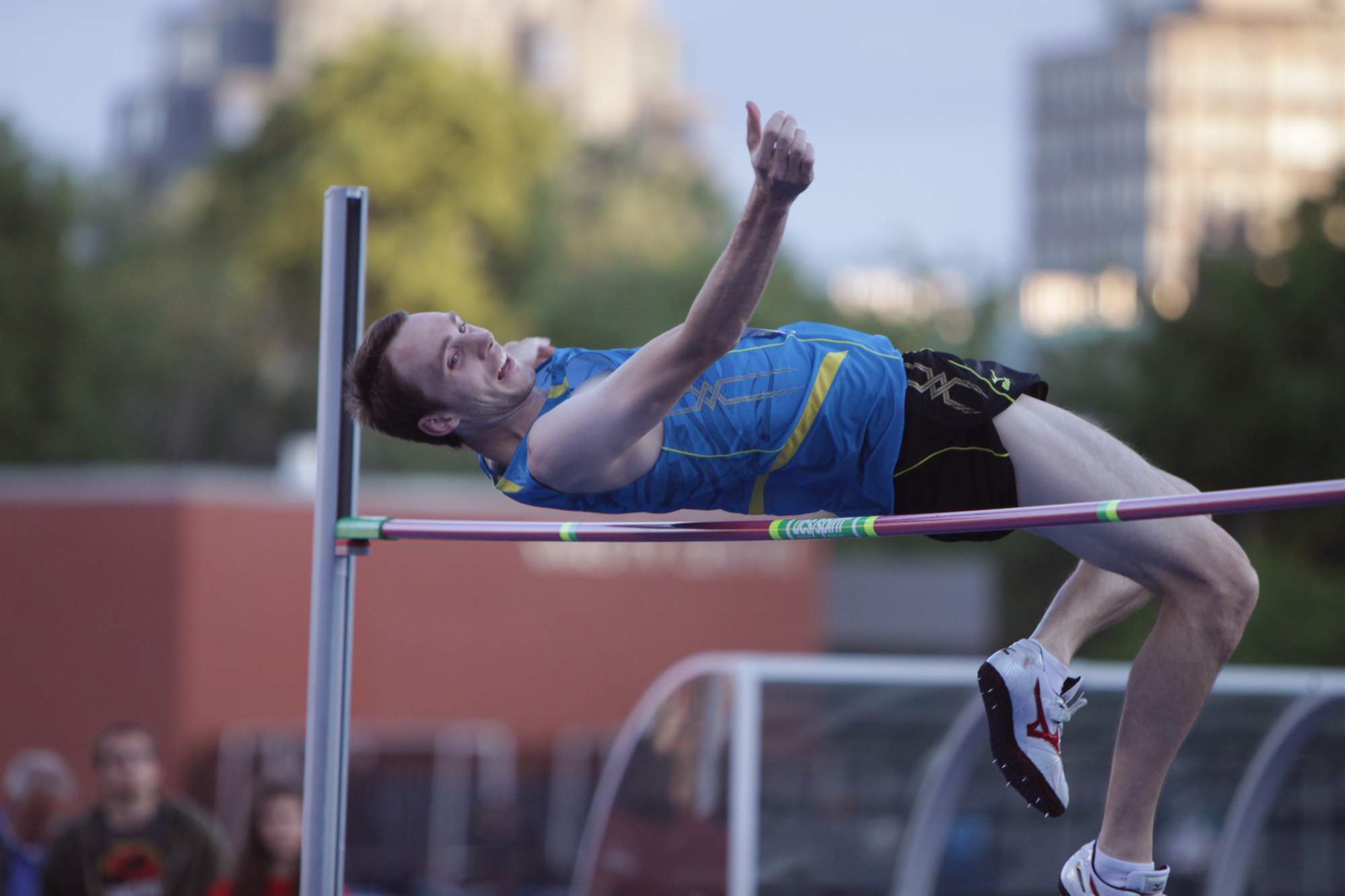
Michael Mason Rang sieben mit 2,26 m
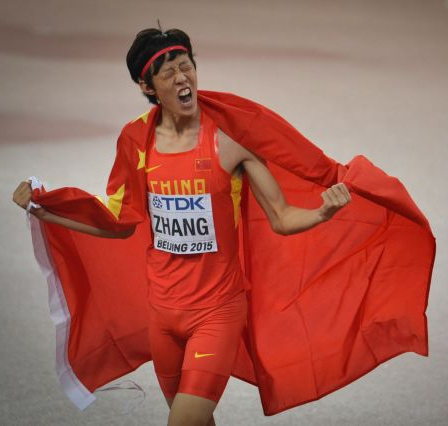
Zhang Guowei Rang zehn mit 2,22 m
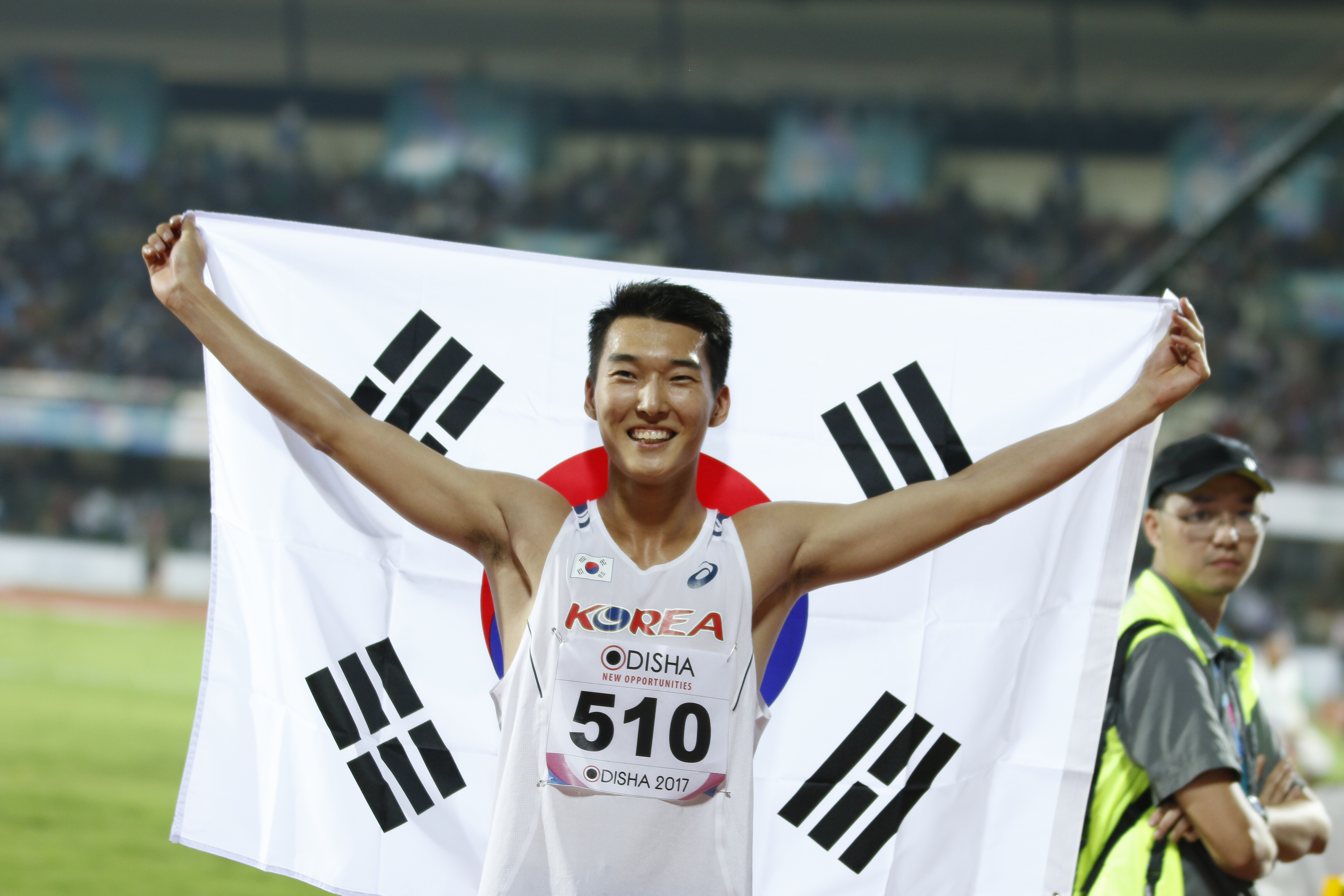
Woo Sang-hyeok Rang elf mit 2,22 m
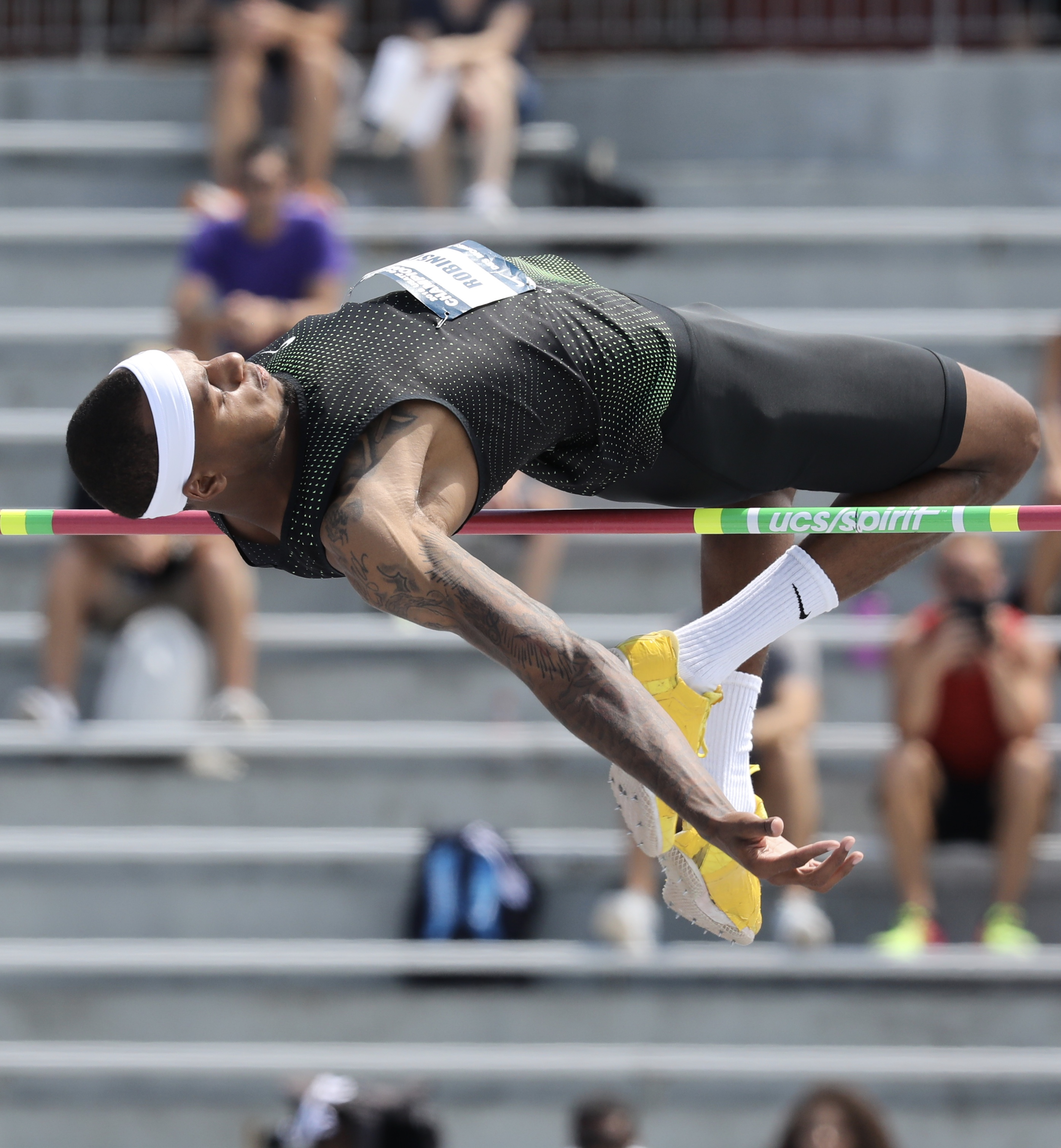
Jeron Robinson Rang zwölf mit 2,17 m
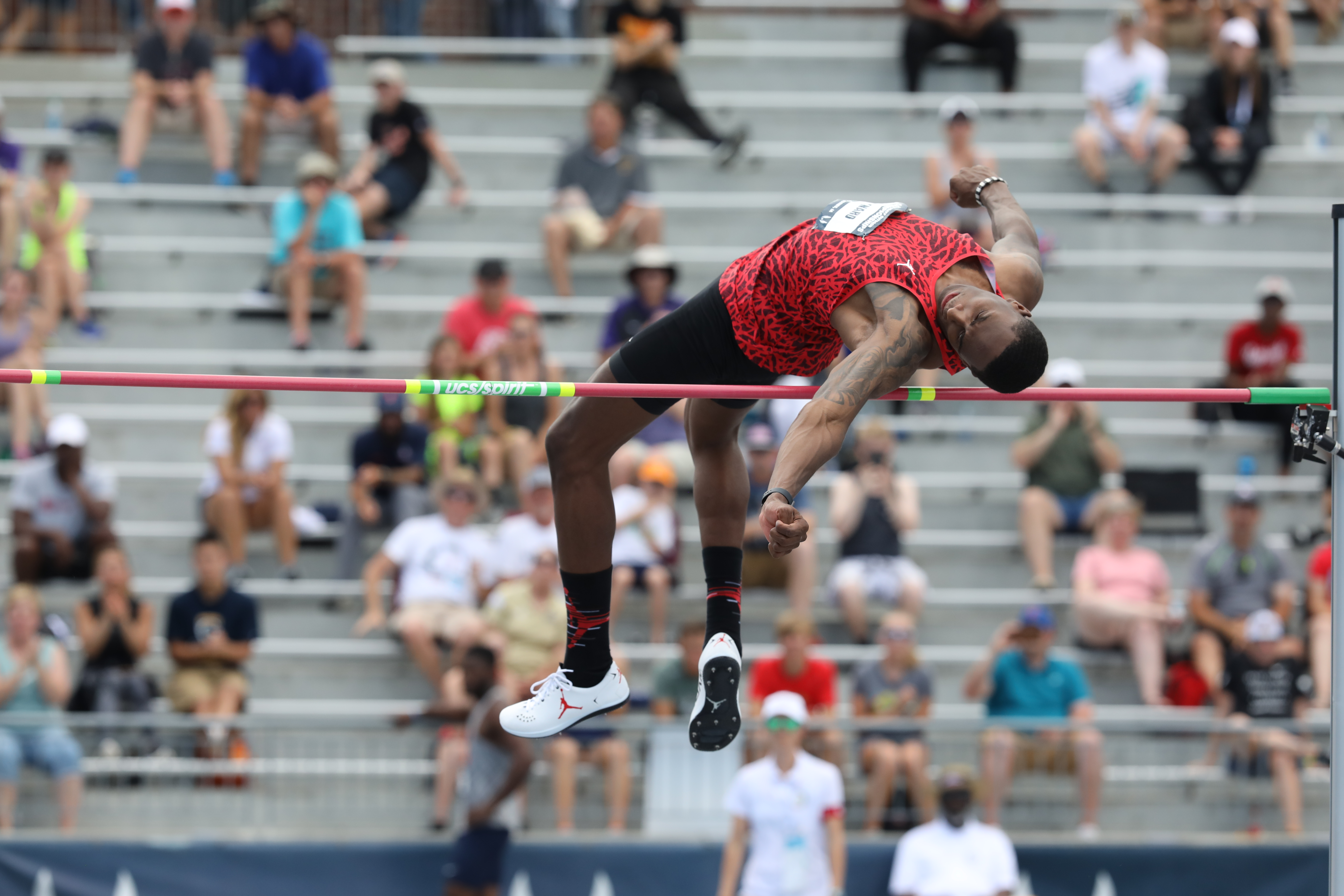
Erik Kynard ohne gültigen Versuch

## Finale

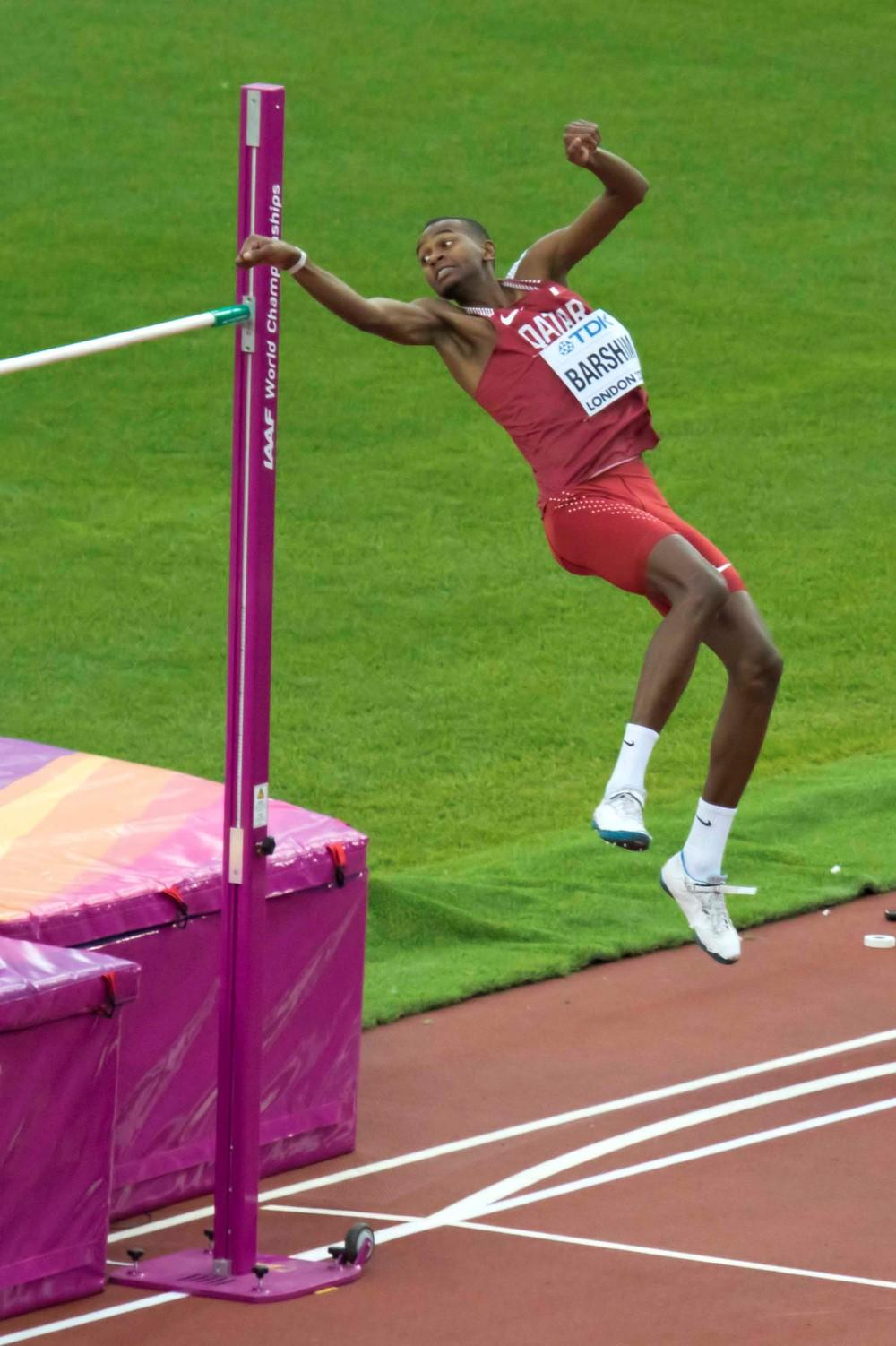
Weltmeister Mutasz Essa Barshim

13. August 2017, 19:00 Uhr  Ortszeit (20:00 Uhr MESZ)
Der Olympiasieger von 2016 und amtierende Weltmeister Derek Drouin aus Kanada war hier in London nicht am Start. Zu den Favoriten zählten vor allem der Olympiazweite von 2016 und Vizeweltmeister von 2013 Mutaz Essa Barshim aus Katar, der Olympiadritte von 2016, Weltmeister von 2013 und Vizeweltmeister von 2015 Bohdan Bondarenko aus der Ukraine sowie die beiden Olympiavierten von 2016 Robert Grabarz aus Großbritannien und Andrij Prozenko aus der Ukraine. Auch der Chinese Zhang Guowei, 2015 gemeinsam mit Bondarenko Vizeweltmeister, war unter den Teilnehmern. Doch der Chinese war bereits in der Qualifikation ausgeschieden.
Neun Hochspringer waren noch im Rennen, als 2,29 m aufgelegt wurden. Mit Barshim, den unter neutraler Flagge startenden Danil Lyssenko und Ilja Iwanjuk, dem Syrer Majd Eddin Ghazal, dem Mexikaner Edgar Rivera und dem Briten Robbie Grabarz waren sechs von ihnen bisher noch ohne Fehlversuch geblieben. Der Deutsche Mateusz Przybylko und der US-Amerikaner Bryan McBride hatten zwei und Bondarenko bereits drei Fehlsprünge auf ihrem Konto. Barshim übersprang die neue Höhe von 2,29 m als einziger Teilnehmer im ersten Versuch. Lyssenko und Ghazal zogen mit ihren jeweils zweiten Sprüngen nach. Rivera und Przybylko waren mit ihren jeweils dritten Versuchen erfolgreich. Grabarz, Iwanjuk und McBride scheiterten dreimal, während Bondarenko die Höhe ausließ.
Sechs Springer gingen die nun aufgelegten 2,32 m an. Barshim und Lyssenko meisterten die Höhe gleich beim ersten Mal, während alle anderen Athleten hier bereits am Ende waren. Das überraschte schon, denn bei Weltmeisterschaften und Olympischen Spielen der letzten Jahre hatten die erzielten Ergebnisse in höheren Bereichen gelegen. Majd Eddin Ghazal stand jetzt aufgrund der Fehlversuchsregel als Bronzemedaillengewinner fest, Rivera und Przybylko belegten die Ränge vier und fünf. Bondarenko hatte nur 2,26 m zu Buche stehen und wurde damit Neunter hinter den beiden gemeinsamen Sechsten Robbie Grabarz und Ilja Iwanjuk sowie Bryan McBride.
Die Entscheidung um den Weltmeistertitel stand allerdings noch aus. Sie fiel bei der nächsten Sprunghöhe von 2,35 m. Mutaz Essa Barshim war wiederum souverän mit seinem ersten Versuch erfolgreich. Danil Lyssenko dagegen riss dreimal und war mit seinen übersprungenen 2,32 m Vizeweltmeister. Mutaz Essa Barshim versuchte sich anschließend noch an 2,40 m. Diese Höhe war jedoch diesmal auch für ihn zu hoch und so wurde er mit 2,35 m zum ersten Mal Weltmeister.
| Platz | Athlet             | Land                        | 2,20 | 2,25 | 2,29 | 2,32 | 2,35 | 2,40 | Höhe (m) |
| ----- | ------------------ | --------------------------- | ---- | ---- | ---- | ---- | ---- | ---- | -------- |
|       | Mutaz Essa Barshim | Katar                       | o    | o    | o    | o    | o    | xxx  | 2,35     |
|       | Danil Lyssenko     | Authorised Neutral Athletes | o    | o    | xo   | o    | xxx  |      | 2,32     |
|       | Majd Eddin Ghazal  | Syrien                      | o    | o    | xo   | xxx  |      |      | 2,29     |
| 4     | Edgar Rivera       | Mexiko                      | o    | o    | xxo  | xxx  |      |      | 2,29     |
| 5     | Mateusz Przybylko  | Deutschland                 | o    | xo   | xxo  | xxx  |      |      | 2,29     |
| 6     | Robert Grabarz     | Großbritannien              | o    | o    | xxx  |      |      |      | 2,25     |
| 6     | Ilja Iwanjuk       | Authorised Neutral Athletes | o    | o    | xxx  |      |      |      | 2,25     |
| 8     | Bryan McBride      | USA                         | o    | xo   | xxx  |      |      |      | 2,25     |
| 9     | Bohdan Bondarenko  | Ukraine                     | –    | xxo  | –    | xxx  |      |      | 2,25     |
| 10    | Eike Onnen         | Deutschland                 | xxo  | xxx  |      |      |      |      | 2,20     |
| NM    | Tichomir Iwanow    | Bulgarien                   | xr   |      |      |      |      |      | ogV      |
| DNS   | Wang Yu            | Volksrepublik China         |      |      |      |      |      |      |          |

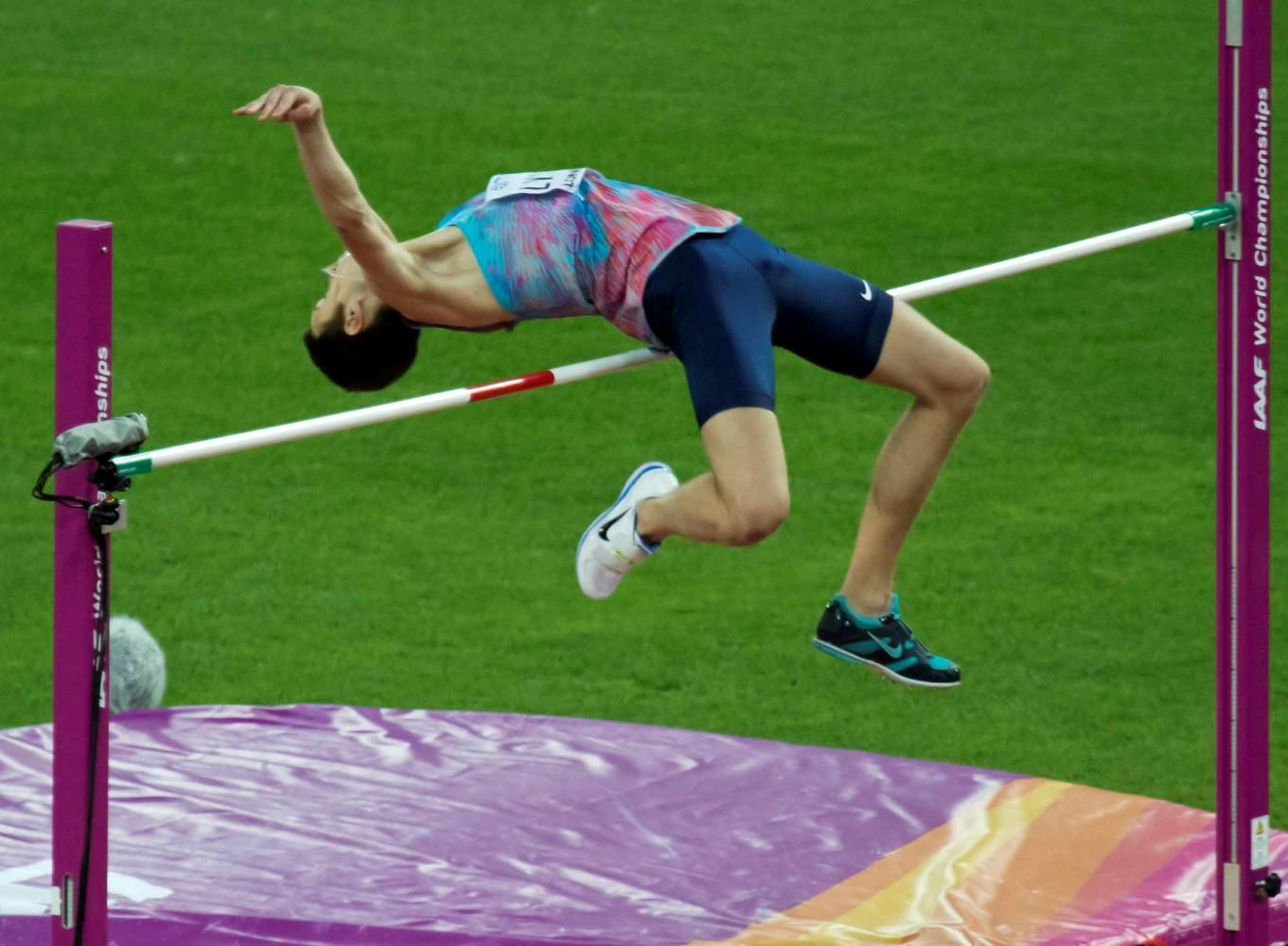
Vizeweltmeister Danil Lyssenko
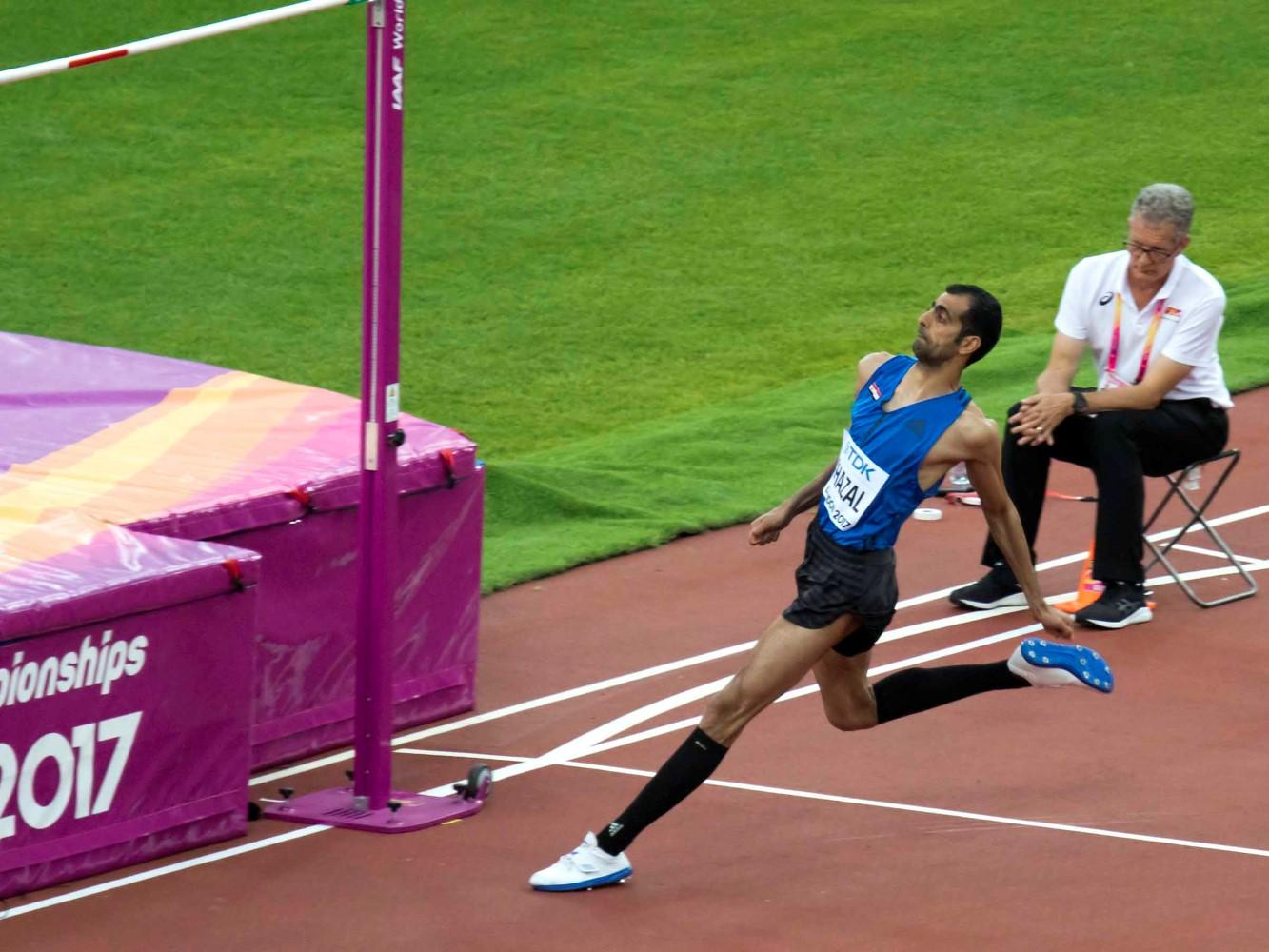
Bronzemedaillengewinner Majd Eddin Ghazal
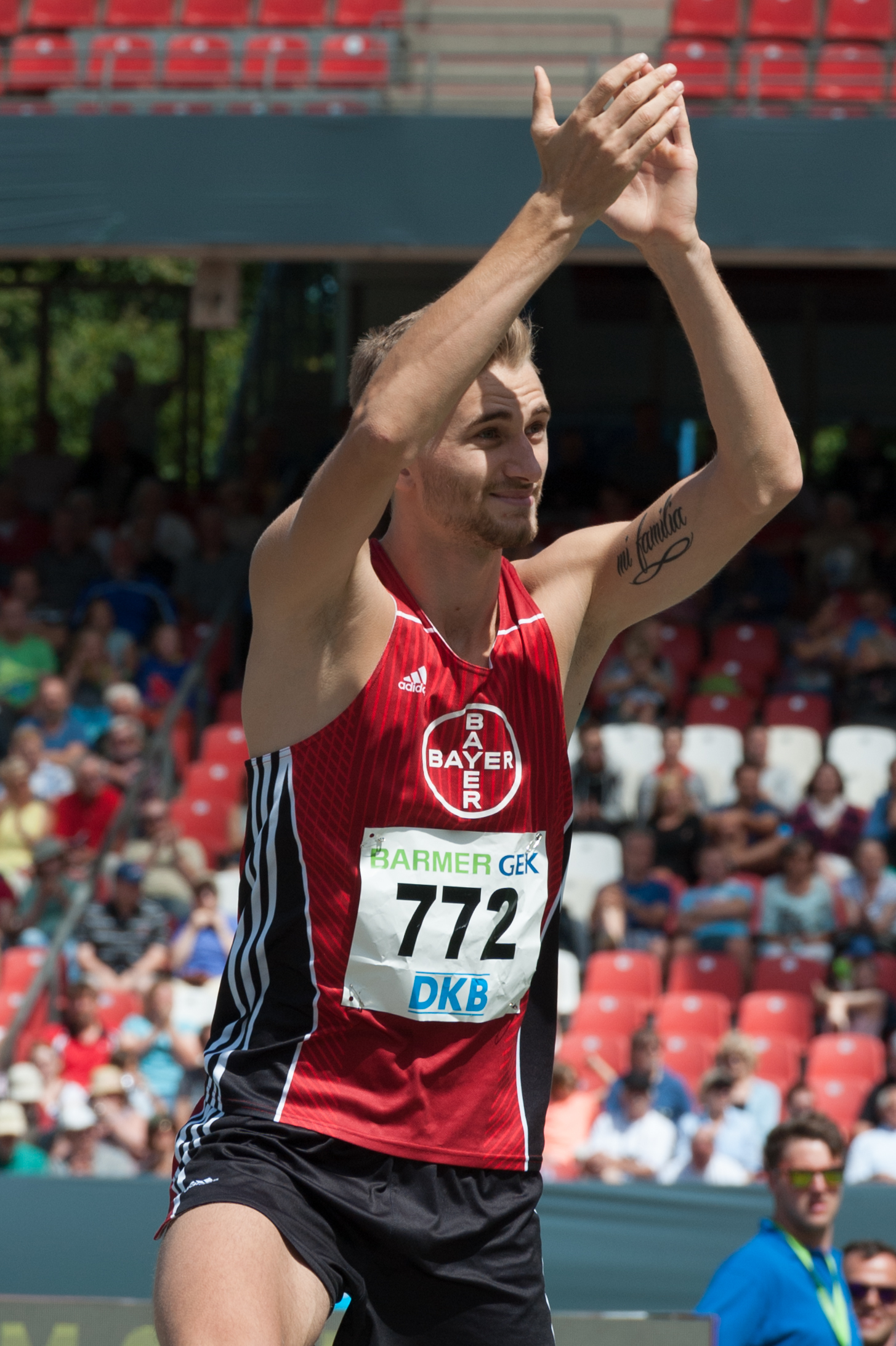
Mateusz Przybylko kam auf den fünften Platz
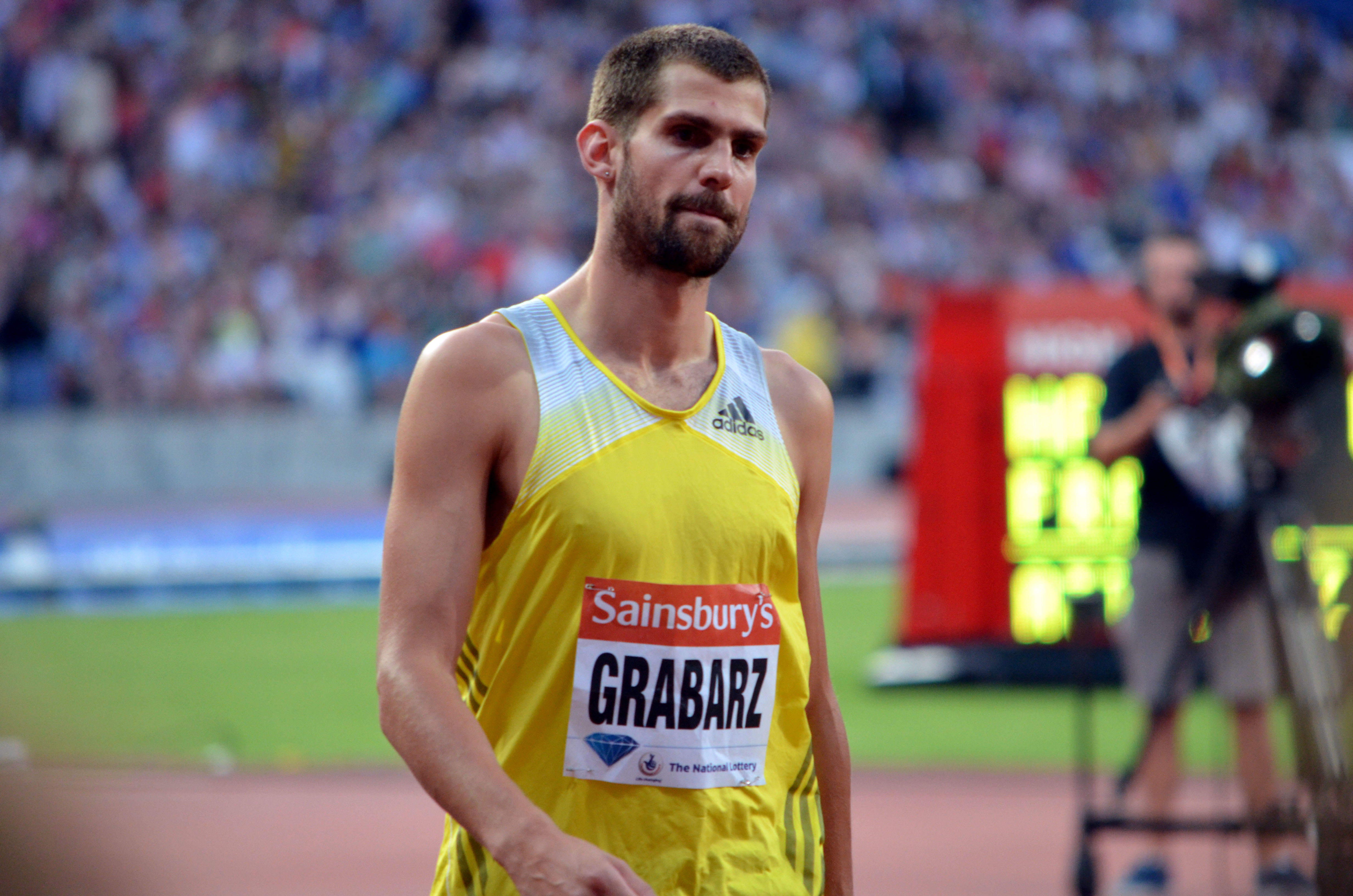
Geteilter sechster Rang für Robbie Grabarz
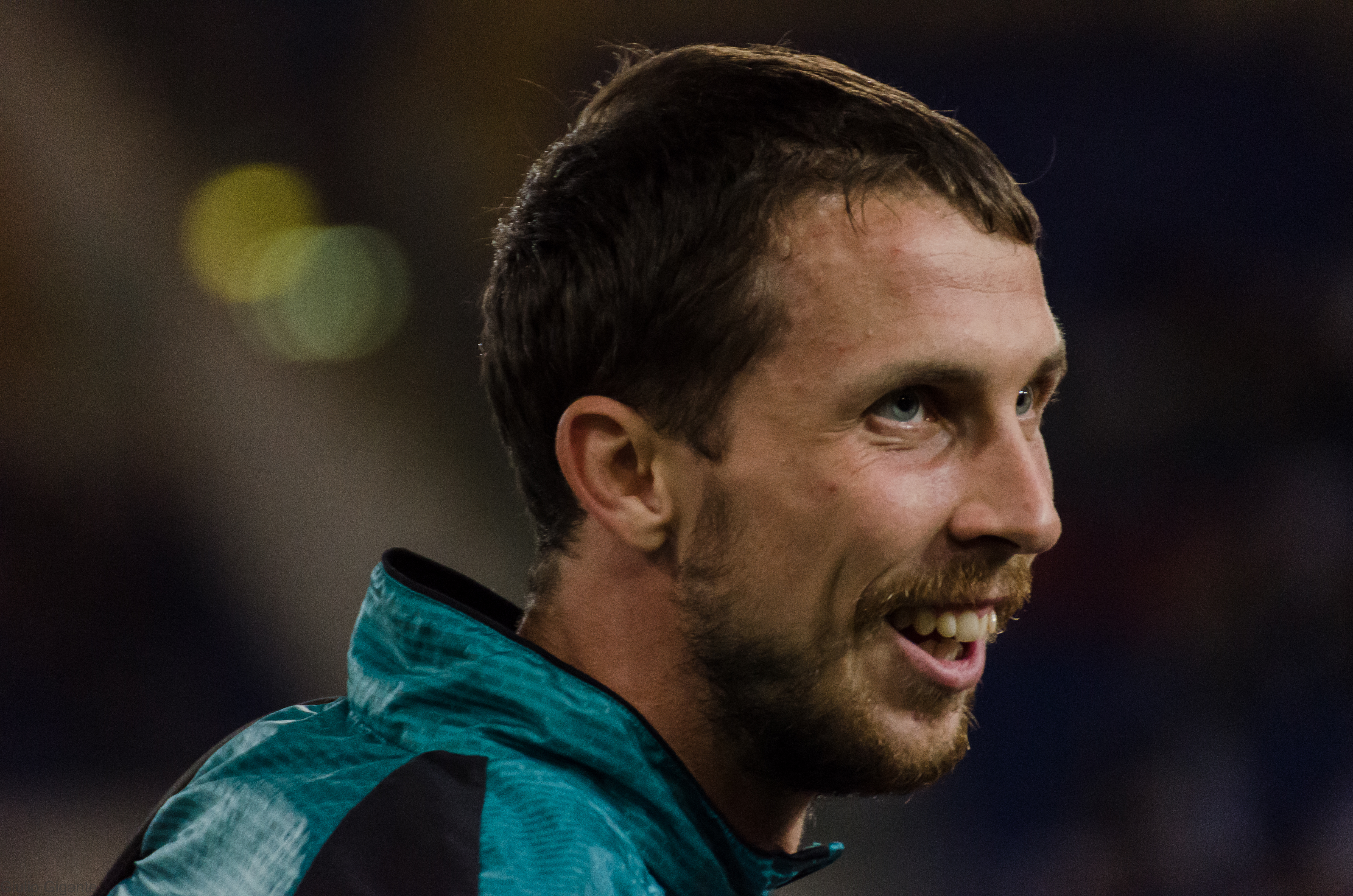
Der Vizeweltmeister von 2015 Bohdan Bondarenko musste diesmal mit Rang neun zufrieden sein
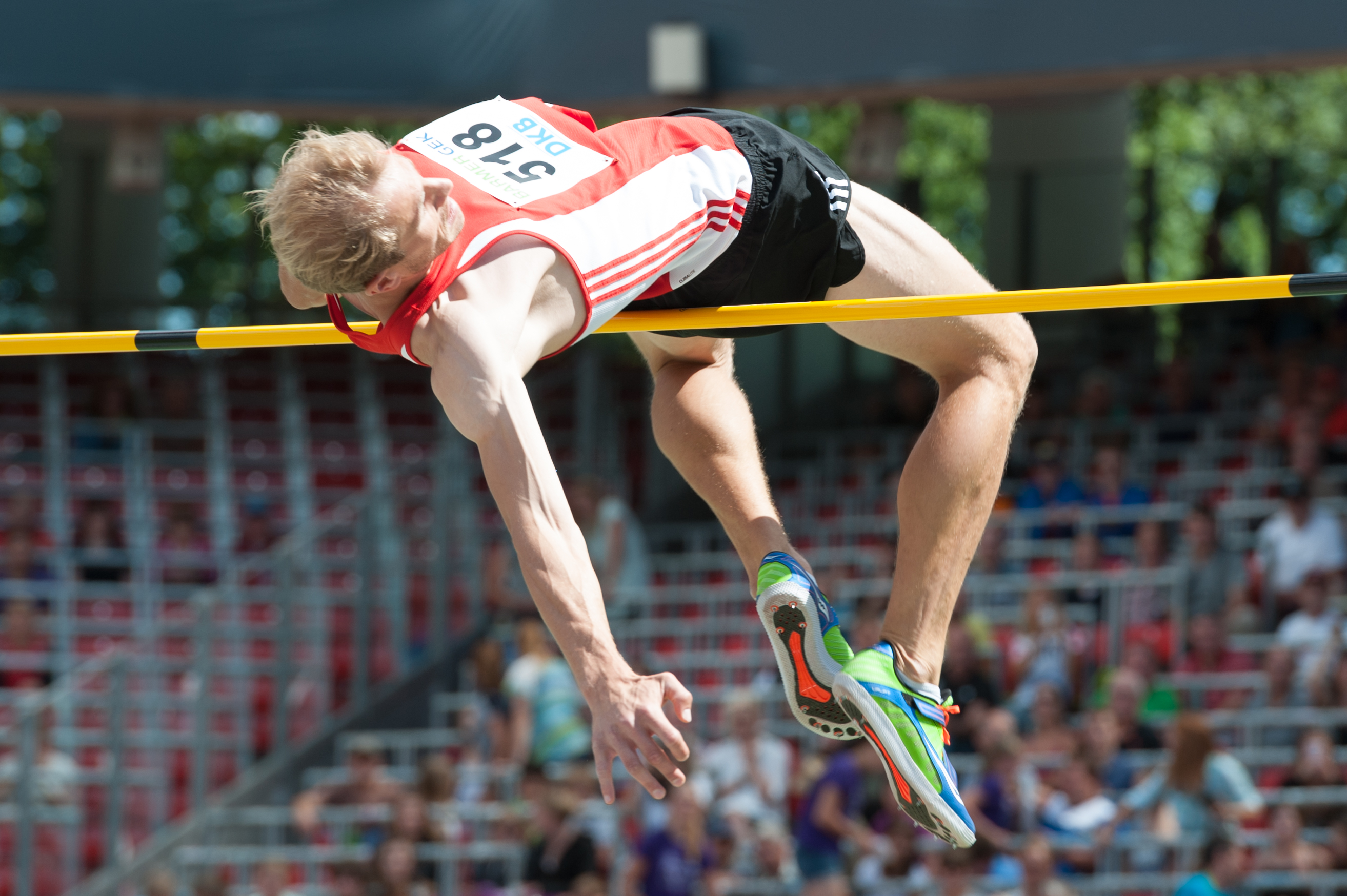
Eike Onnen belegte Rang zehn

## Video
- High Jump - Mutasz Essa Barshim, youtube.com, abgerufen am 28. Februar 2021